# Journal of Vascular Surgery
Das Journal of Vascular Surgery, abgekürzt J. Vasc. Surg., ist eine wissenschaftliche Fachzeitschrift, die vom Elsevier-Verlag veröffentlicht wird. Die Zeitschrift ist das offizielle Publikationsorgan der Society for Vascular Surgery und erscheint mit zwölf Ausgaben im Jahr. Es werden Arbeiten veröffentlicht, die sich mit gefäßchirurgischen Themen beschäftigen.
Der Impact Factor lag im Jahr 2014 bei 3,021. Nach der Statistik des ISI Web of Knowledge wird das Journal mit diesem Impact Factor in der Kategorie Chirurgie an 33. Stelle von 198 Zeitschriften und in der Kategorie Periphere Gefäßerkrankungen an 21. Stelle von 60 Zeitschriften geführt.